# Sebastião Lazaroni
Sebastião Lazaroni (født 25. september 1950) er en tidligere brasiliansk fodboldspiller og træner.